# ووسترشر
ووسترشر (به انگلیسی: Worcestershire) یکی از شهرستان کشور انگلستان است که در ناحیه میدلند غربی قرار دارد.
این شهرستان در سال ۲۰۱۱ میلادی ۵۶۶٬۵۰۰ نفر جمعیت داشته و مرکز آن شهر ووستر است.

## جستارهای وابسته

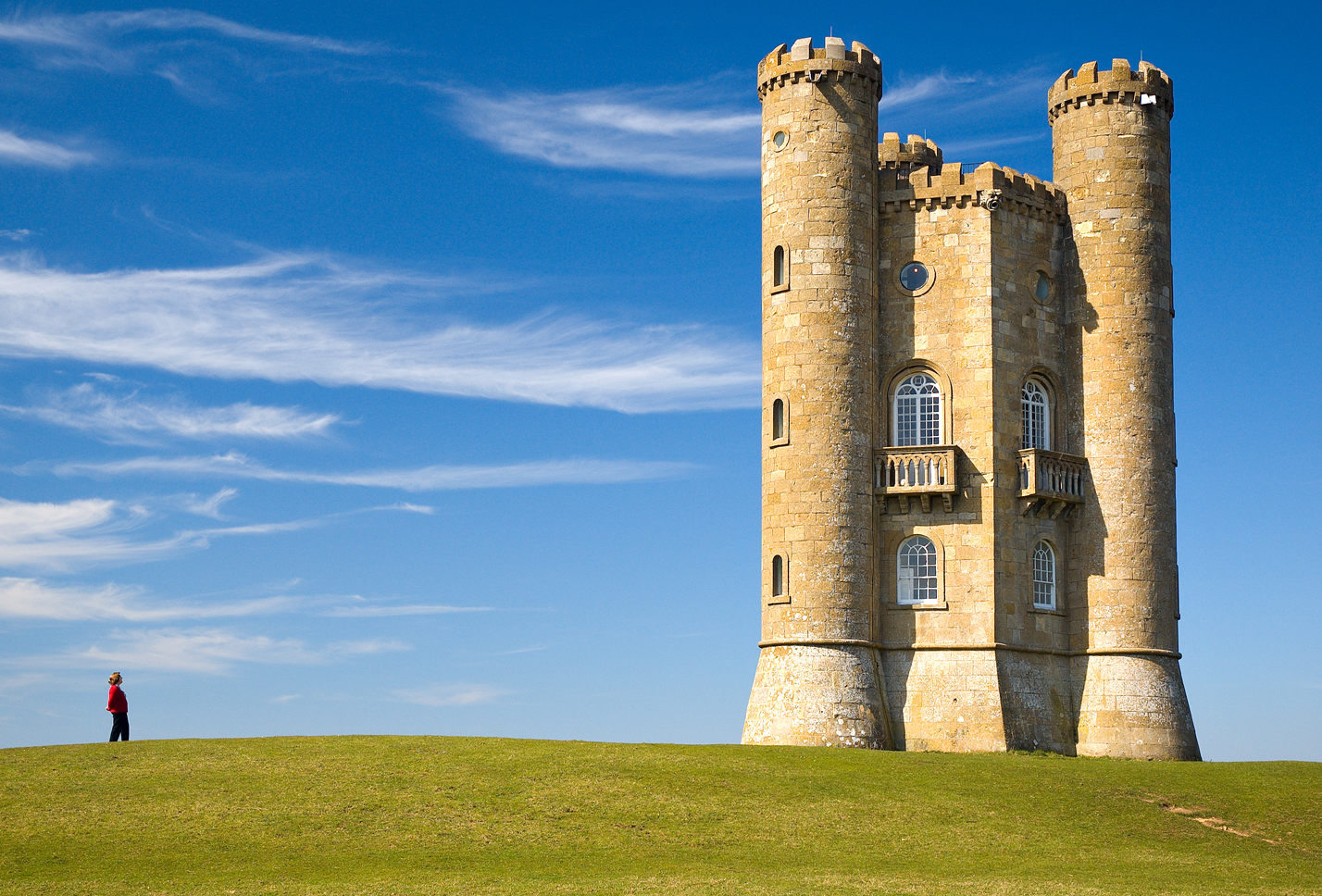
نمایی از برج برادوی در روستای برادوی در شهرستان ووسترشایر

## بخش‌ها
1. ووستر
2. بخش مالورن هیلز
3. وایر فورست
4. بخش برومزگرو
5. ردیچ
6. ویچاوون